# Head Lopper
Head Lopper – amerykańska seria komiksowa stworzona przez Andrew MacLeana, wydawana od 2013 – najpierw samodzielnie przez autora, a od 2015 w formie kwartalnika przez Image Comics. W Polsce ukazuje się w tomach zbiorczych nakładem wydawnictwa Non Stop Comics od 2017.

## Fabuła
Utrzymana w konwencji fantasy z elementami humorystycznymi, akcja serii Head Lopper (z ang.: „obcinacz głów”) opowiada o wyczynach wikinga imieniem Norgal, który walczy z ludźmi i potworami, a towarzyszy mu przytroczona do pasa gadająca głowa czarownicy Agaty.

## Tomy zbiorcze
|   | Tytuł i rok wydania polskiego                    | Tytuł i rok wydania oryginalnego                      | Zawartość                 |
| - | ------------------------------------------------ | ----------------------------------------------------- | ------------------------- |
| 1 | Head Lopper i wyspa albo plaga bestii (2017)     | Head Lopper & The Island or A Plague of Beasts (2016) | Head Lopper zeszyty 1–4   |
| 2 | Head Lopper i karmazynowa wieża (2018)           | Head Lopper and the Crimson Tower (2018)              | Head Lopper zeszyty 5–8   |
| 3 | Head Lopper i rycerze Venorii (2020)             | Head Lopper & The Knights of Venora (2019)            | Head Lopper zeszyty 9–12  |
| 4 | Head Lopper i wyprawa do schodów Mulgrida (2021) | Head Lopper & The Quest for Mulgrid's Stair (2021)    | Head Lopper zeszyty 13–16 |